# Helperkerk
De Helperkerk is een kerkgebouw in laat-eclectische stijl in de stad Groningen.

## Beschrijving
De Helperkerk, die aan de Coendersweg in de zuidelijke wijk Helpman staat, werd in 1900 gebouwd in opdracht van de toenmalige Nederduitsch Hervormde Gemeente. Het gebouw diende als vervanging van een in 1875 gesticht kerkje aan de Helperkerkstraat, waarvan de stichtingssteen in de Helperkerk is ingemetseld. De inwijding vond plaats op 23 december 1900.
In 1938 werd de kerk uitgebreid naar een ontwerp van het Groninger architectenbureau Nijhuis & Reker, waarbij het gebouw werd verlengd en verbreed en waarbij tevens aan de achterzijde verenigingslokalen en twee bovenwoningen werden aangebouwd. Ook werd daarbij het orgel van de westzijde naar de oostzijde verplaatst en kreeg de kerk glas-in-loodramen. In 1961 werd de kelder omgebouwd tot hobbyruimte en een jaar later werden de verenigingslokalen uitgebreid en verbouwd tot wijkcentrum.
Sinds 1991 is de kerk eigendom van en in gebruik bij de Evangelische Gemeente Groningen. Het gebouw is een gemeentelijk monument.

## Externe link

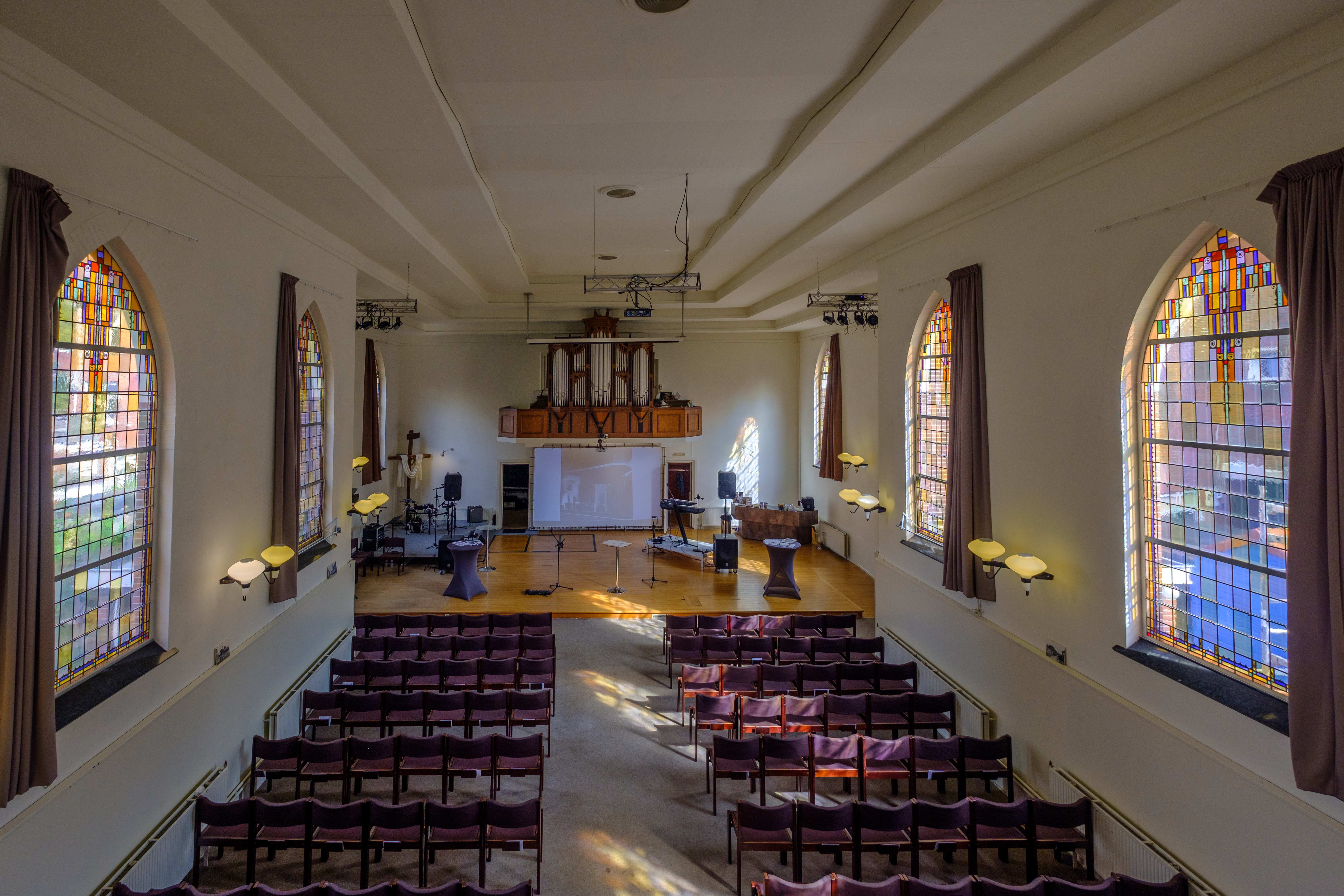
Interieur